# Antti Kuronen
Antti Kuronen är en finlandssvensk journalist som har jobbat på både svenska och finska. Han arbetar som resande korrespondent för Yle och rapporterar ofta från konfliktområden. De senaste åren har han bland annat rapporterat från Syrien, Gazaremsan och Östra Ukraina. Kuronen var den första finländska journalisten som besökte flyktinglägret al-Hol i Syrien. Kuronen har tidigare jobbat för Svenska Yle.
Kuronen har också gjort flera dokumentärer för Yle, bland dem IS - Raqqas mardröm (2018) I kvinnohandelns centrum (2019), Ett år i al-Hol (2020) och Den ukrainska babyfabriken (2021)
År 2019 fick han Stora journalistpriset för sin rapportering från flyktinglägret al-Hol i Syrien.

## Priser och utmärkelser
- Folktingets samvetspris på Svenska dagen 2019[9]
- De hundras kommittés fredspris 2019 [10][11]
- Stora journalistpriset (Finland) 2019[8]